# Infinity Systems
Infinity Systems — американський виробник гучномовців, якого заснували Арні Нудел (англ. Arnie Nudell), Джон Ульрік (англ. John Ulrick) і Кері Крісті (англ. Cary Christie) в 1968 році.
Штаб-квартира — в місті Стемфорд, штат Коннектикут.
З 1983 року Infinity є частиною групи Harman International Industries, яка стала дочірньою компанією Samsung Electronics у 2017 році.
Infinity виробляє пакети для цілого ряду аудіододатків, включно з багатоканальними пакетами об’ємного звуку домашнього кінотеатру, вбудованими домашніми колонками та морськими програмами. Інші продукти мають активні сабвуфери та автомобільні підсилювачі аудіосистеми.

## Історія
Заснована в 1968 році Арні Нуделлом, Джоном Ульріком та Кері Крісті, Infinity виробляє домашню та мобільну аудіопродукти, використовуючи інноваційні матеріали, такі як неодимові магніти, лавсанові діафрагми та поліпропіленові конуси. Першим продуктом компанії була акустична система Servo-Static.
Наприкінці 1970-х Infinity представила драйвери EMIT (високочастотний динамік з електромагнітною індукцією) і EMIM (середньочастотний динамік з електромагнітною індукцією). Це були плоскі квазістрічки, які працювали для переміщення повітря за принципом електромагнітної індукції. У системі використовувалися самарій-кобальтові магніти, що забезпечило дуже низьку масу на одиницю площі драйвера стрічки. Були створені такі варіанти, як EMIT-R (радіальне випромінювання), S-EMIT (супервипромінювання) і L-EMIM (велике випромінювання). IRS (Infinity Reference System) була надвисокою системою, яка продавалась за 65 000 доларів США в 1980-х роках. Він складався з 72 високочастотних динаміків EMIT, 24 середньочастотних динаміків EMIM і дванадцяти 12-дюймових поліпропіленових вуферів у чотирьох опорах.
Nudell залишив Genesis Technologies, компанію високого класу гучномовців, засновану в Сіетлі в 1991 році. Оригінальна флагманська система Genesis, 1.2, продається за 235 000 доларів США, і по суті є оновленою системою Infinity IRS.
Після відходу Nudell, дизайн колонок Infinity був більш орієнтований на масовий ринок. Ефективна серія SM (Studio Monitor) мала в собі поліелементний високочастотний динамік і просочені графітом середньочастотні/вуфери. Попри те, що вони не такі складні та високоякісні, як попередні спроби Infinity, вони заповнили популярну споживчу нішу. 